# كالفين راسيل (لاعب كرة قدم أمريكية)
كالفين راسيل (بالإنجليزية: Calvin Russell)‏ هو لاعب كرة قدم أمريكية أمريكي، ولد في 14 يونيو 1983 في فيربورن في الولايات المتحدة.

## وصلات خارجية
- كالفين راسيل على موقع مرجع كرة القدم المحترفة.كوم (الإنجليزية)
- كالفين راسيل على موقع JustSportsStats.com (الإنجليزية)